# لعلمي (تشارك)
لعلمي (بالفارسية: لعلمی) هي قرية تقع في إيران في هرمزغان. يقدر عدد سكانها بـ 253 نسمة .